# 台上台下
台上台下为2002年春节联欢晚会上冯巩、郭冬临、陆鸣等3人所表演的一段小品。是否为小品有待争议，有部分人士认为其为相声，但由于其艺术形式同小品比较接近，因此称其为小品。

## 关于
台上台下所说的是三个歌唱家在一起排练，他们其中的一个有机会能到奥运会上演唱。由于他们各自想到奥运会上演唱而不方便当面说，因此闹出了极大的苦笑话。此外，台上台下被称为冯巩“泛相相声”的代表作之一。

## 链接
- 小品
- 相声
- 冯巩
- 郭冬临